# Căldările Zăbalei
Căldările Zăbalei este un sit de importanță comunitară (SCI) desemnat în scopul protejării biodiversității și menținerii într-o stare de conservare favorabilă a florei spontane și faunei sălbatice, precum și a habitatelor naturale de interes comunitar aflate în arealul zonei protejate. Acesta este situat în sud-vestul Moldovei, pe teritoriul județului Vrancea.

## Localizare
Aria naturală se întinde în extremitatea vestică a județului Vrancea (aproape de limita de graniță cu județul Buzău), pe teritoriul administrativ al comunei Nereju, în apropierea drumului județean DJ205D, care leagă Prisaca de satul Nereju. 

## Înființare
Aria naturală fost declarată sit de importanță comunitară prin Ordinul Ministerului Mediului și Dezvoltării Durabile Nr.1964 din 13 decembrie 2007 (privind instituirea regimului de arie naturală protejată a siturilor de importanță comunitară, ca parte integrantă a rețelei ecologice europene Natura 2000 în România). Situl „Căldările Zăbalei” se întinde pe o suprafață de 388,5 hectare și include aria protejată Căldările Zăbalei - Zârna Mică - Răoaza (350 ha), rezervație naturală de tip floristic, faunistic, higrogeomorfologic și peisagistic.

## Biodiversitate

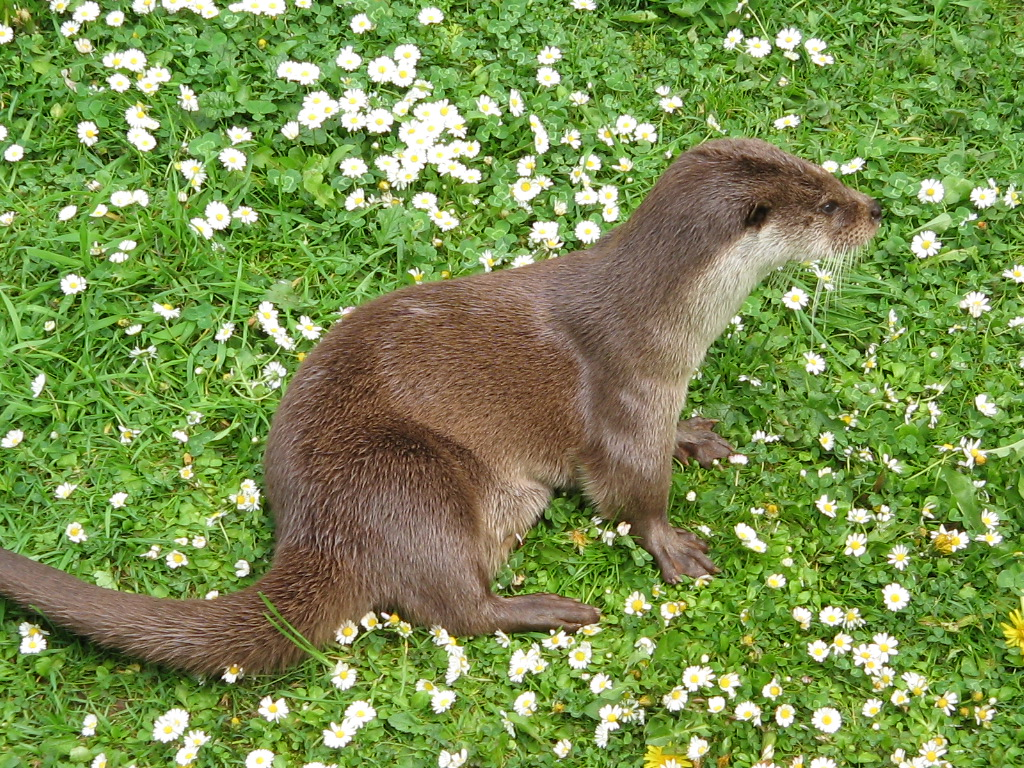
Vidra de râu (Lutra lutra)

Situl reprezintă o zonă montană (fragmentată de apele văii Zăbalei) încadrată în bioregiunea alpină a Munților Vrancei (grupare muntoasă a Carpaților de Curbură), ce conservă trei tipuri de habitate naturale (Păduri de fag de tip Luzulo-Fagetum, Păduri de fag de tip Asperulo-Fagetum, Păduri dacice de fag (Symphyto-Fagion) și Fânețe montane) și adăpostește specii importante din fauna și flora lanțului carpatic al Orientalilor.
La baza desemnării sitului se află mai multe specii faunistice enumerate în anexa I-a a Directivei Consiliului European 92/43/CE din 21 mai 1992 (privind conservarea habitatelor naturale și a speciilor de faună și floră sălbatică), sau aflate pe lista roșie a IUCN; astfel: nouă mamifere cu specii de urs carpatin (Ursus arctos), lup cenușiu (Canis lupus), râs eurasiatic (Lynx lynx), vidră de râu (Lutra lutra), capră neagră (Capreolus capreolus), căprioară (Capreolus capreolus), cerb (Cervus elaphus), mistreț (Sus scrofa) și pisică sălbatică (Felis silvestris); doi amfibieni: tritonul cu creastă (Triturus cristatus) și salamandra carpatică (Triturus montandoni); precum și croitorul alpin (Rosalia alpina) și fluturele-tigru, un lepidopter din specia Callimorpha quadripunctaria.  

## Atracții turistice
În vecinătatea sitului se află câteva obictive de interes turistic, astfel:
- Poiana Muntioru (30 ha), rezervație naturală.
- Muntioru - Ursoaia (160 ha), sit de importanță comunitară.
- Șindrilița (sit SCI)